# Pushing Daisies
Pushing Daisies er en amerikansk tv-serie skabt af Bryan Fuller. Serien debuterede på ABC den 3. oktober 2007.